# Wirtschaft und Gesellschaft (Unterrichtsfach)
Wirtschaft und Gesellschaft (auch W&G) ist ein Unterrichtsfach der kaufmännischen Lehre in der Schweiz.

## Inhalt
Der Unterricht von W&G umfasst Rechnungswesen, Betriebskunde, Rechtskunde und Staatskunde, Volkswirtschaftslehre, und Wirtschaftsgeografie. Die Lernenden sollen dabei:
- Voraussetzungen der Weltwirtschaft verstehen und Wechselwirkungen zwischen Unternehmen und Mitwelt erkennen,
- Eigenart und Probleme von Staat, Wirtschaft und Gesellschaft erkennen und verstehen,
- betriebswirtschaftliches Umfeld umschreiben, Handlungsmöglichkeiten aufzeigen,
- Rechnungswesen anwenden und als Führungsinstrument verstehen und
- rechtliche Strukturen und Abläufe in den Alltag integrieren.

Wer die Berufsmaturität absolvieren will („M-Profil“) vertieft die Schwerpunktfächer Finanz- und Rechnungswesen und Wirtschaft und Recht und das Ergänzungsfach Technik und Umwelt.

## Lehrmittel
Die Lehrmittel des Verlags SKV sind:
- W&G anwenden und verstehen
- Brennpunkt Wirtschaft und Gesellschaft

Die Lehrmittel des hep verlags sind:
- Staat und Wirtschaft
- Wirtschaft und Gesellschaft (Ergänzung zu Staat und Wirtschaft) mit den Themenbereichen Natur, Umwelt und Klima (1. Kapitel: «Die Erde, auf der wir leben»), demografische Fakten und gegensätzliche Entwicklungen (2. Kapitel: «Die Zehn-Milliarden-Frage») und wirtschaftliche, geografische und politische Vernetzungen einer globalen Energieversorgung (3. Kapitel: «Energie - Schicksalsfrage?»).